# Seiko Hashimoto
Seiko Hashimoto (Japans: 橋本 聖子, Hashimoto Seiko) (Hayakita (Subprefectuur  Iburi), 5 oktober 1964) is een Japanse oud-langebaanschaatser. Ze is geboren in Hayakita  op het eiland Hokkaido. Ze was lid van de schaatsclub Fuji-Kyuko. De huidige functies van Hashimoto zijn onder andere lid van de Japanse liberale partij in het Japanse Hogerhuis, president van de Japanse schaatsbond en voorzitter van het organisatiecomité van de Olympische Zomerspelen 2020 in Tokio; de laatste functie na het aftreden van Yoshiro Mori wegens vrouwonvriendelijke uitspraken.

## Biografie
Hashimoto is een van de succesvolste Japanse schaatssters. Wereldkampioen werd ze nooit, maar wel haalde ze het podium bij de WK Junioren, WK Allround, WK Sprint en de Olympische Winterspelen. Ze haalde als eerste Japanse een medaille op de Winterspelen.
De Japanse won eenmaal het eindklassement bij de wereldbeker (1000 meter in 1990) en won zes maal goud bij de Aziatische Winterspelen (2 keer in 1986 en 4 maal in 1990).
Als dochter van een van de grootste paardenfokkers in Japan leek ze voorbestemd jockey te worden. Ze koos uiteindelijk voor schaatsen.
Al vanaf 16-jarige leeftijd deed Hashimoto mee aan internationale kampioenschappen. In 1981 werd zij nog vierde bij de WK Junioren in Elverum, maar de twee jaar erna belandde ze wel op het podium. Bij de WK Junioren van 1982 in Innsbruck werd de Japanse derde achter de Oost-Duitse Angela Stahnke en de Nederlandse Yvonne van Gennip, een jaar later bij de editie van 1983 won Hashimoto het zilver wederom achter de Oost-Duitse wereldkampioene Angela Stahnke.
In de jaren die volgden werd Hashimoto op alle afstanden beter. Op de sprint- en de allroundkampioenschappen naderde de Japanse het podium in de eindklasseringen. Na driemaal een vierde plek lukte het in 1989 eindelijk om ook bij een senioren WK een medaille te veroveren. In Heerenveen werd zij derde bij het WK Sprint. Bij het WK Allround van 1990 op de hooglandbaan in Calgary stond zij na drie afstanden aan de leiding, maar een zwakke 5000 meter maakte een eind aan de illusies van een Japanse wereldkampioene, ze werd nog wel tweede op 0,4 punt achterstand op de Oost-Duitse Jacqueline Börner.
Hashimoto eindigde in haar verdere loopbaan nog driemaal als vierde, maar won ook nog twee bronzen medailles. Bij de Olympische Winterspelen van 1992, haar derde Winterspelen, werd ze derde op de 1500 meter en later dat jaar werd ze ook derde bij de WK Allround in Heerenveen. Na het seizoen 1993/1994 hield ze het wedstrijdschaatsen, na veertien jaar, voor gezien.
Hashimoto nam dertien opeenvolgende jaren deel aan het WK Allround, ze was daarmee de eerste vrouw die dit bereikte en alleen Emese Hunyady en Claudia Pechstein wisten later dit aantal deelnames te overtroeven. Op zeven toernooien wist ze afstandsmedailles te winnen, 2x goud, 5x zilver en 2x brons, waarvan zeven op de 500 meter en twee op de 1500 meter.

## Trivia
- Haar vader gaf haar de naam Seiko, naar de Olympische vlam (Japans: seika), omdat ze vlak voor de Olympische Zomerspelen van 1964 (Tokio) werd geboren.
- Na haar bronzen medaille op de Olympische Winterspelen in 1992 werd de kunstijsbaan in Finujikyu prompt omgedoopt in Seiko Oval.

## Persoonlijke records
| Afstand    | Tijd    | Datum            | Baan    |
| ---------- | ------- | ---------------- | ------- |
| 500 meter  | 39,74   | 22 februari 1988 | Calgary |
| 1000 meter | 1.19,75 | 26 februari 1988 | Calgary |
| 1500 meter | 2.03,80 | 11 februari 1990 | Calgary |
| 3000 meter | 4.21,07 | 17 februari 1994 | Hamar   |
| 5000 meter | 7.29,79 | 25 februari 1994 | Hamar   |

## Resultaten
| Jaar | Aziatische Winterspelen      | Olympische Spelen                                  | Werelbeker                             | WK Allround | WK Sprint | WK Junioren |
| ---- | ---------------------------- | -------------------------------------------------- | -------------------------------------- | ----------- | --------- | ----------- |
| 1981 |                              |                                                    |                                        | NC18        | 11e       | 4e          |
| 1982 |                              |                                                    |                                        | NC17        | 14e       | Brons       |
| 1983 |                              |                                                    |                                        | 14e         |           | Zilver      |
| 1984 |                              | 11e 500m 12e 1000m 15e 1500m 19e 3000m             |                                        | 14e         | 13e       |             |
| 1985 |                              |                                                    |                                        | 7e          | 7e        |             |
| 1986 | 500m · 1500m                 |                                                    |                                        | 6e          | 4e        |             |
| 1987 |                              |                                                    | 27e 500m 19e 1000m                     | 4e          | 5e        |             |
| 1988 |                              | 5e 500m 5e 1000m 6e 1500m 7e 3000m 6e 5000m        | 14e 500m 19e 1000m 21e 3k/5k           | DQ2         | 4e        |             |
| 1989 |                              |                                                    | 20e 500m 21e 1000m 20e 1500m 26e 3k/5k | 6e          | Brons     |             |
| 1990 | 500m · 1000m · 1500m · 3000m |                                                    | 4e 500m · 1000m · 5e 1500m · 17e 3k/5k | Zilver      | 4e        |             |
| 1991 |                              |                                                    | 500m · 1000m · 24e 1500m               | 4e          | NS3       |             |
| 1992 |                              | 12e 500m · 5e 1000m · 1500m · 12e 3000m · 9e 5000m | 19e 500m 16e 1000m                     | Brons       | 8e        |             |
| 1993 |                              |                                                    | 17e 500m 5e 1000m                      | 4e          | 13e       |             |
| 1994 |                              | 21e 1000m 9e 1500m 6e 3000m 8e 5000m               | 14e 500m 8e 1000m 14e 1500m            |             | 18e       |             |

### Medaillespiegel
| Kampioenschap           | Goud · | Zilver · | Brons · |
| ----------------------- | ------ | -------- | ------- |
| Aziatische Winterspelen | 6      | 0        | 0       |
| Olympische Spelen       | 0      | 0        | 1       |
| Wereldbeker             | 1      | 2        | 0       |
| WK Allround             | 0      | 1        | 1       |
| WK Sprint               | 0      | 0        | 1       |
| WK Junioren             | 0      | 1        | 1       |

- CiNii: DA0892229X
- International Standard Name Identifier: 0000 0003 8271 1254
- Library of Congress Control Number: nr95024190
- Bibliotheek van het Japanse parlement: 00389742
- Virtual International Authority File: 266328190
- WorldCat: E39PBJbWrFfXBGG9yBGKHgbfMP